# Kate Bosworth

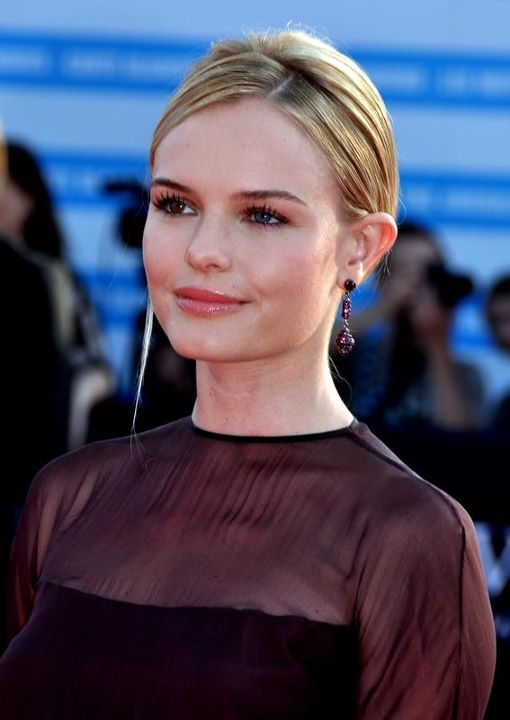
Kate Bosworth 2011.

Catherine Ann "Kate" Bosworth, född 2 januari 1983 i Los Angeles i Kalifornien, är en amerikansk skådespelerska. Hon är mest känd för sina roller som Lois Lane i Superman Returns (2006) och Anna i Still Alice (2014).

## Biografi
Bosworth hade en omkringflackande barndom. Vid 6 års ålder flyttade hon och hennes föräldrar till San Francisco, sedan Connecticut vid 9, och Cohasset, Massachusetts, vid 14. Det var 1998, vid 14 års ålder, som Kate, som var en duktig ryttare, blev kallad till en audition till en film om hästar, nämligen Robert Redfords film Mannen som kunde tala med hästar.
Bosworth reste till audition i New York framförallt för att pröva på hur det var att provspela för en filmroll. Hon erhöll rollen som den kvinnliga huvudrollens bästa vän och chansen att arbeta med regissören Robert Redford. Hennes tidigare skådespelarerfarenhet hade bestått av en lokal teaterproduktion av musikalen Annie. Efter filminspelningen valde Bosworth att avvakta i 18 månader innan hon hoppade på nästa filmprojekt, detta i rädsla för att en tidig karriär skulle stjäla hennes barndom ifrån henne. År 2000 agerade hon i långfilmen The Newcomers som dottern i familjen Docherty och samma år spelade hon även i Remember the Titans. 
Bosworth har heterokromi; hon har ett blått och ett blåbrunt öga.

## Nomineringar och utmärkelser
2002 blev Bosworth nominerad till en MTV Movie Award för sin prestation i Blue Crush. Hon har nominerats för Teen Choice Awards vid fyra tillfällen, 2003, 2004, 2006 och 2008. 2003 tilldelades hon en Young Hollywood Awards.

## Filmografi (urval)
- 1998 – Mannen som kunde tala med hästar
- 2000 – Remember the Titans
- 2002 – Blue Crush
- 2002 – The Rules of Attraction
- 2003 – The Wonderland Murders
- 2004 – Beyond the Sea
- 2004 – Win a Date with Tad Hamilton!
- 2006 – Superman Returns
- 2007 – The Girl in the Park
- 2008 – 21
- 2010 – The Warrior's Way
- 2011 – Straw Dogs
- 2011 – Life Happens
- 2012 – Black Rock
- 2013 – Big Sur
- 2013 – Homefront
- 2014 – Still Alice
- 2015 – Before I Wake
- 2015 – Bus 657
- 2022 – Barbarian
- 2023 – Last Sentinel

## TV-serier
- 2000 – Young Americans (TV-serie)
- 2017 – SS-GB (TV-serie)